# Dos de Octubre
Dos de Octubre är en ort i Mexiko.   Den ligger i kommunen Llera och delstaten Tamaulipas, i den centrala delen av landet, 400 km norr om huvudstaden Mexico City. Dos de Octubre ligger 177 meter över havet och antalet invånare är 129.
Terrängen runt Dos de Octubre är kuperad åt nordväst, men åt sydost är den platt. Runt Dos de Octubre är det mycket glesbefolkat, med 7 invånare per kvadratkilometer. Närmaste större samhälle är Xicoténcatl, 19,0 km söder om Dos de Octubre. I omgivningarna runt Dos de Octubre växer huvudsakligen savannskog.